# Unprocessed
Unprocessed est un groupe allemand de heavy metal, originaire de Wiesbaden. 

## Histoire
Le groupe est formé fin 2012 à Wiesbaden, à partir du batteur de l'époque Jan Aimène et du guitariste Manuel Gardner Fernandes. La même année, Simon Lorenz à la basse, Christoph Schultz à la guitare et Marvin Jüchtern au clavier rejoignent le duo. Ce dernier avait auparavant joué avec Fernandes comme batteur dans des groupes locaux. Le groupe sort son premier album auto-produit In Concretion en 2014 et effectue une première petite tournée en Allemagne et aux Pays-Bas en 2015. L'été de la même année, Jüchtern quitte le groupe. Deux ans plus tard, l'EP Perception est enregistré sous Dreamcircle Records. Il s'agit du dernier album avec les membres du groupe Simon Lorenz et Jan Aimène. Le groupe sort son deuxième album studio, Covenant, en 2018, avec le nouveau bassiste David John Levy et le batteur Leon Pfeifer. Tous deux avaient auparavant joué dans le groupe These Days Remain, qui s'était déjà produit à plusieurs reprises avec Unprocessed au cours des années précédentes. Avec cet album, le groupe commence sa collaboration avec Long Branch Records. En 2019, Unprocessed sort son troisième album, Artifical Void, sur Long Branch Records, après la sortie du single promotionnel Abandoned. Il s'agit du dernier album avec le guitariste Christopher Talosi, Fernandes restant le seul membre fondateur du groupe.
Début 2020, Unprocessed accompagne le groupe américain Polyphia lors de sa tournée européenne. Il en résulte rapidement une collaboration, le single Real, qui sort en juillet de la même année. Real annonçait le changement de style à venir du groupe. Pendant ce temps, les membres d'Unprocessed ont continué à développer leur présence sur les médias sociaux. Manuel Gardner Fernandes publie notamment de courtes vidéos de son jeu de guitare sur Instagram. Pendant la pandémie de Covid-19, le groupe met également en ligne sur sa chaîne YouTube plusieurs riffs en tant que riffs de quarantaine que les fans pouvaient reproduire. En décembre 2020, plusieurs youtubeurs avancent des accusations selon lesquelles Fernandes aurait modifié ses vidéos, ce qui donne au groupe une portée supplémentaire, plus tard, la situation est également transformée en articles pour fans.
En juillet 2021, le single Candyland sort, poursuivant le changement de style des deux derniers singles. Comme Real et Deadrose, Candyland reste un single isolé. En septembre de la même année, Unprocessed publie Rain, le premier single promotionnel de son quatrième album studio Gold, et transforme en même temps en une chanson complète l'un de ses riffs les plus populaires, que l'on peut entendre sur Instagram et YouTube depuis 2019. En décembre 2021, le deuxième single promotionnel Portrait. Dinner, dont le motif a déjà été montré pendant Quarantine Riffs, sort comme troisième single promotionnel en mai 2022. Enfin, avec le quatrième single Closer, Boy Without a Gun, un EP contenant tous les singles promotionnels précédents ainsi que deux autres chansons, sort en juin. Pendant la sortie, Unprocessed joue au Rock im Park et au Rock am Ring 2022. En été, Unprocessed soutient Polyphia lors de sa tournée nord-américaine avec le Death Tour. Fabulist et Berlin suivent en juin et le jour de la sortie de l'album les cinquième et sixième singles promotionnels pour Gold, qui sort en août en collaboration avec AirForce1 Records.
Le 12 septembre 2023, le groupe sort Thrash, le premier single de son futur album ...And Everything in Between, annoncé pour le 1er décembre 2023,. Le deuxième single Blackbone suit quelques semaines plus tard, le 3 octobre 2023. En août 2024, le single Sacrifice Me sort. 

## Membres

### Membres actuels
- Manuel Gardner Fernandes - chant, guitare
- Christoph Schultz - guitare
- David Levy - basse
- Leon Pfeiffer - batterie

### Anciens membres
- Christopher Talosi - guitare
- Simon Lorenz - basse
- Jan Aimène - batterie
- Marvin Jüchtern - clavier électronique, paroles

## Discographie

### Albums studio
- 2014 : In Concretion
- 2016 : Perception
- 2018 : Covenant
- 2019 : Artificial Void
- 2022 : Gold
- 2023 : ...And Everything In Between